# لیگا اف
لیگ برتر فوتبال زنان اسپانیا که به دلیل اسپانسر مالی آن به نام لیگ برتر ایوردرولا نیز خوانده می‌شود بالاترین سطح رقابت‌های لیگ برای فوتبال زنان اسپانیا است. این مسابقات معادل لالیگای مردان است و توسط فدراسیون فوتبال سلطنتی اسپانیا اداره می‌شود. این لیگ در سال ۱۹۸۸ تأسیس شد و از آن زمان تاکنون بدون وقفه برگزار شده است.
این لیگ توسط یوفا، به عنوان ششمین رقابت با بهترین ضریب، یکی از مهم‌ترین لیگ‌های زنان در اروپا شناخته می‌شود. براساس نسخه جدید یوفا برای لیگ قهرمانان اروپای زنان ۲۰۲۱ سه تیم برتر این لیگ مجوز حضور در این رقابتها را خواهند داشت.
در طول تاریخ این لیگ ۱۲ باشگاه قهرمان بوده‌اند. بارسلونا با هشت قهرمانی بیشترین قهرمانی را به دست آورده است.